# Pierre François Bénézet Pamard
Pierre François Bénézet Pamard, est un docteur en chirurgie et ophtalmologue français, né le 27 avril 1728 à Avignon (Vaucluse) et mort dans la même ville le 2 janvier 1793 .

## Biographie
Issu d'une famille de médecin, et fils du chirurgien Nicolas-Dominique Pamard, il suit ses études à Avignon au collège des Jésuites et reçoit le 19 août 1745 le certificat qu'il s'est livré pendant deux ans à l'étude de la philosophie : Per biennium philosophiæ et studiit incubuit, mais il n'est reçu maître ès-arts que le 8 août 1759. Auparavant, son père le destinant à la chirurgie, l'avait envoyé en apprentissage de barberie à Carpentras où il a fait la barbe pendant deux ans pour lui assouplir la main. Il est reçu maître en chirurgie le 13 février 1744 puis continue ses études à Montpellier avec pour maître Serres et Bourquenot. De retour à Avignon, il est nommé le 8 avril 1748 second garçon chirurgien de l'hôpital d'Avignon. Il ne s'est démis de cette fonction qu'en 1781. En 1752, il est à Paris où Jean-Baptiste-Antoine Andouillé du Tremblay (1718-1799), chirurgien en chef de la Charité, lui demande de remplacer le démonstrateur d'anatomie. Il s'intéresse alors à l'opération de la cataracte que Jacques Daviel venait de découvrir. Il dessine un instrument pour faire cette opération.
Il rentre à Avignon le 9 mai 1755. Il commence ses opérations de la cataracte en 1758. Il invente en 1759 son kératotome et son trèfle. Il les présente à l'Académie royale de Médecine dans un mémoire daté du 27 août 1759. Le mémoire est présenté par son ancien maître Andouillé, George de La Faye a présenté les instruments dans l'amphithéâtre Saint-Côme. Toussaint Bordenave et Sauveur-François Morand ont été chargés par l'Académie de rédigé le rapport qui a amené Pierre Pamard à rédiger un second mémoire en 1760. Cette nouvelle méthode d'opération a entraîné des polémiques. Ses opérations de la taille et de la cataracte l'ont rendu célèbre en Provence, en Dauphiné, en Languedoc, et même en Lyonnais. Dans la méthode d'opération de la cataracte mise au point par Pamard, il a introduit quatre innovations :
- il opère le malade couché. Il est le premier à faire cette recommandation,
- la fixation de la cornée par le trèfle dit pique Pamard qu'il a inventé, implanté dans la cornée à 2 millimètres du bord scléral,
- son couteau triangulaire,
- la kératotomie supérieure.

Il est correspondant de la Société royale des sciences de Montpellier le 3 septembre 1772, adjoint associé de l'Académie de Rouen le 16 février 1774. Il est élu associé de l'Académie royale de chirurgie le 20 mai 1784 dont il avait été correspondant à partir du 11 juin 1761. Il est nommé chirurgien de la garnison d'Avignon le 26 avril 1763.
Quand en 1764, après avoir publié le cas d'un strabisme connivent traité avec succès, il a été violemment pris à partie par un médicastre d'Arles, M. Paris, pour être venu dans le domaine réservé aux médecins alors qu'il n'était qu'un simple artisan. Jusqu'à la Révolution, les chirurgiens n'avaient pas le droit d'intervenir dans le domaine réservé aux médecins. Il a dû cesser de traiter les strabiques jusqu'à ce qu'il ait obtenu un titre de docteur en médecine.
Il décide de prendre ses grades en médecine et s'inscrit à la Faculté de Médecine d'Avignon en 1776 et 1777. Le 6 juin 1783 la Faculté de Médecine de Valence lui a accordé le diplôme de docteur en médecine. Il est chirurgien en chef des hôpitaux d'Avignon à partir de 1779 et professeur de clinique chirurgicale et d’accouchements. 
Il a été consul d'Avignon en 1776.

## Famille
- Pierre Pamard (Haulchain, 1669-Avignon, 1728), originaire des Flandres,il s'est établi à Avignon vers 1697, reçu maître chirurgien en 1700, bachelier en médecine en 1704. Il est mentionné en 1724 comme maistre chirurgien juré et bachelier en médecine. Il s'est marié, le 26 janvier 1700, avec Marie-Thérèse Fellon (†1731) dont il eut un fils. Il est mort à Avignon, le 12 juillet 1728[5]
  - Nicolas-Dominique Pamard (1702-1783), reçu maître chirurgien le 6 décembre 1723. Il a fait ses études au collège des Jésuites et a reçu son certificat de biennium d'études philosophiques en 1724. Il est reçu maître ès-arts le 4 décembre 1724. Il s'est marié en premières noces avec Marguerite d'Aymard dont il a eu deux fils. Il est consul d'Avignon en 1748. Il est mort 30 août 1783.
    - Pierre François Bénézet Pamard (1728-1793), il s'est marié le 31 mars 1760 avec Marie Rose Madeleine Chauffard, fille d'un tanneur d'Avignon dont il a eu deux fils :
      - Jean-Baptiste Antoine Bénézet Pamard (1763-1827), docteur en médecine, maître en chirurgie en 1782. Il est membre de l'Athénée de Vaucluse. Chevalier de la Légion d'honneur[6]
        - Virginie Marie Julie Magdelaine Pamard (1800-1851)
        - Paul Antoine Marie Pamard (1802-1872), docteur en chirurgie en 1825, chirurgien à l'Hôtel-Dieu, professeur de clinique chirurgicale, député du Vaucluse. 
          - Alfred Paul Hippolyte Pamard (1837-1920), docteur en médecine et en chirurgie. Officier de la Légion d'honneur.
            - Paul François Bénézet Pamard (1874-1961), médecin militaire, officier de la Légion d'honneur[7]

          - Ernest Antoine Augustin Pamard (1842-1916), général de division, grand officier de la Légion d'honneur[8]

      - Jean-Baptiste Marie Pamard ( -vers 1822) est entré dans les ordres et a été à  la fin de sa vie curé de la paroisse de la collégiale Saint-Didier d'Avignon.

    - Pierre Sauveur Pamard (1729- ) est entré dans l'ordre de Augustins Réformés, puis est devenu aumônier du château d'If.

## Publication
- Les œuvres de Pierre-François-Bénézet Pamard, chirurgien et oculiste, 1728-1793. Un contemporain de Daviel, Masson et Cie éditeurs, Paris, 1900 (lire en ligne), compte-rendu par le Dr Koenig, dans Le Progrès médical, 1901, p. 96 (lire en ligne)